# Expedición 63
Expedición 63 fue la sexagésima tercera misión de larga duración a la ISS, que comenzó el 17 de abril de 2020 con el desacoplamiento de la nave espacial Soyuz MS-15

## Misión
Está expedición iba a estar compuesta en principio por solo 3 miembros, el comandante estadounidense Christopher Cassidy, así como por los ingenieros de vuelo rusos Anatoli Ivanishin e Ivan Vagner. El 31 de mayo de 2020 durante esta expedición llegó la nave Crew Dragon "Endeavour" en la misión DM-2 con los astronautas Douglas Hurley y Robert Behnken. La NASA comunicó el día 1 de junio de 2020 que formarían parte oficial de la Expedición, aumentando la tripulación de 3 a 5; Hurley y Behnken permanecieron en la estación 60 días (hasta el 2 de agosto) tras comprobar la evolución de la degradación de los nuevos paneles solares de la cápsula y el correcto funcionamiento de los diferentes sistemas.
Durante la Expedición los astronautas Christopher Cassidy y Robert Behnken, tienen previsto varios paseos espaciales para seguir en el proceso de sustituir las baterías de los paneles solares, llegadas en la última nave HTV-9 el pasado 25 de mayo, y que el comandante de la Expedición Christopher Cassidy, atrapo con el brazo Canadarm 2.
En septiembre después de la marcha de la DM-2 se esperaba la llegada de la nave Crew-1 con otros 4 astronautas, tres de la NASA y uno de JAXA y que aumentaría la tripulación permanente de la expedición a 7 miembros por primera vez en la historia (normalmente la expedición está compuesta por 6 miembros, debido a la capacidad de transporte de 3 personas por cápsula soyuz, pero la dragón tiene la capacidad de transportar hasta 7 personas, aunque en las misiones a la ISS llevara a 4 personas, según los criterios de seguridad de la NASA, visitantes y tripulaciones de relevo aparte) desde septiembre a octubre, pero debido a los retrasos sufridos en el lanzamiento de esta nave no llegaran a la estación hasta noviembre y formarán parte de la Expedición 64. Está misión finalizó el 21 de octubre de 2020 después de la llegada de la Soyuz MS-17, y con el desacoplamiento de la Soyuz MS-16, marcando así el inicio de la Expedición 64 con los miembros de la Soyuz MS-17 y la llegada en noviembre de la tripulación de la Crew-1

## Personal
| Cargo                | Abr-oct 2020               | may-Ago 2020               | sep-oct 2020                 |
| -------------------- | -------------------------- | -------------------------- | ---------------------------- |
| Comandante           | Christopher Cassidy (NASA) | Christopher Cassidy (NASA) | Christopher Cassidy (NASA)   |
| Ingeniero de vuelo 1 | Anatoli Ivanishin, (RKA)   | Anatoli Ivanishin, (RKA)   | Anatoli Ivanishin, (RKA)     |
| Ingeniero de vuelo 2 | Ivan Vagner, (RKA)         | Ivan Vagner, (RKA)         | Ivan Vagner, (RKA)           |
| Ingeniero de vuelo 3 |                            | Douglas Hurley (NASA)      | Serguéi Rýzhikov, (RKA)      |
| Ingeniero de vuelo 4 |                            | Robert Behnken (NASA)      | Serguéi Kud-Sverchkov, (RKA) |
| Ingeniero de vuelo 5 |                            |                            | Kathleen Rubins (NASA)       |